# Fletcher Smith
Pour les articles homonymes, voir Smith.
Pas d'image ? Cliquez ici

a Compétitions nationales et continentales officielles uniquement.

b Matchs officiels uniquement.
Dernière mise à jour le 14 février 2025.
Fletcher Smith, né le 1er mars 1995 à Nelson (Nouvelle-Zélande), est un joueur de rugby à XV néo-zélandais. Il joue au poste de demi d'ouverture ou d'arrière.

## Carrière

### En club
Fletcher Smith est originaire de Nelson, au nord de l'île du Sud. Il passe toutefois une partie de son enfance dans la banlieue de Wellington. De retour dans sa ville natale à l'adolescence, il est scolarisé dans un premier temps au Nelson College (en), avec qui il joue au rugby, et où il reste pendant trois ans. À la même période, il représente les équipes jeunes de la province de Mid-Canterbury.
Il rejoint en 2011 la Christchurch Boys' High School (en), où il termine sa scolarité. Il joue pendant ces deux années avec l'équipe de l'établissement, et côtoie le futur All Black Anton Lienert-Brown,. Aligné à l'ouverture, il joue au même poste que les anciens All Blacks passé par la même école que sont Andrew Mehrtens, Dan Carter ou Colin Slade,. Il prend une part prépondérante à la victoire de son équipe dans le championnat lycéen local en 2012,. Son équipe est également finaliste du championnat de l'île du Sud.
Après avoir terminé le lycée, il décide de déménager à Dunedin pour étudier à le management à l'université d'Otago. Il continue parallèlement à ses études à jouer au rugby, d'abord avec le club amateur de l'université au sein du championnat amateur local. Il fait également partie de l'Academy (centre de formation) de la province d'Otago, et dispute avec cette équipe le championnat provincial des moins de 19 ans en 2014.
En 2015, il est retenu dans l'effectif senior de la province d'Otago pour disputer la saison de National Provincial Championship (NPC),. Il fait ses débuts professionnels le 15 août 2015 face à Canterbury,. Il joue un total de onze matchs lors de sa première saison, et inscrit 65 points.
L'année suivante, il est recruté en cours de saison par la franchise des Highlanders, sur la base d'un contrat de courte durée en remplacement d'Hayden Parker (en) blessé. Il joue son premier match de Super Rugby le 2 juillet 2016 face aux Southern Kings,. Il joue deux matchs dans un rôle de remplaçant en 2016, en tant que doublure de Lima Sopoaga.
Après ces premières apparitions, Smith signe un contrat long avec les Highlanders à partir de la saison 2017. Lors des saisons 2017 et 2018, il dispute quatorze rencontres, dont seulement trois titularisations, toujours à cause de la concurrence de Sopoaga,.
En 2018, il décide de changer de province de NPC et rejoint Waikato. Dès sa première saison, il effectue une bonne saison de points de vue individuel et collectif, participant activement au bon parcours de son équipe qui remporte le Championship (deuxième division), et accède à la première division du NPC. Au terme de la saison, il est nommé pour le titre du meilleur du championnat. Il est à nouveau nommé pour cette récompense, une fois de plus sans succès, l'année suivante.
Dans la foulée de son changement de province, il change également de franchise et rejoint les Hurricanes à partir de la saison 2019 de Super Rugby, pour un contrat de deux saisons,. Son recrutement compense le départ de Ihaia West, et a pour but de servir de doublure au All Black Beauden Barrett, titulaire indiscutable à l'ouverture. Lors du début de saison, il profite de l'absence de Barrett pour avoir du temps de jeu, mais se voit ensuite reculer dans la hiérarchie des ouvreurs. Il joue finalement six matchs lors de sa première saison, dont trois titularisations.
La saison suivante, le départ de Barrett au Japon lui offre potentiellement davantage d'opportunités. Néanmoins, c'est finalement Jackson Garden-Bachop (en) qui s'impose comme le titulaire à l'ouverture, et Smith doit se contenter à nouveau d'un rôle de doublure,.
Non-conservé par les Hurricanes au terme de son contrat, il décide alors de rejoindre le championnat japonais et le club des NTT Shining Arcs en 2021,. Il ne joue que trois rencontres lors de son passage au club.
Plus tard en 2021, il rentre en Nouvelle-Zélande pour disputer la saison 2021 de NPC avec Waikato. Il participe à l'excellent parcours de son équipe qui remporte le championnat à la surprise générale. Titulaire lors de la plupart de la saison, il laisse finalement sa place au samoan D'Angelo Leuila pour les phases finales, mais se distingue en inscrivant la pénalité de la victoire lors des derniers instants de la finale,.
Smith fait ensuite son retour au Japon, et s'engage avec les Green Rockets Tokatsu évoluant au sein de la nouvelle League One. Titulaire indiscutable avec sa nouvelle équipe, il dispute huit rencontres, toutes comme titulaire.
En juillet 2022, il est annoncé qu'il rejoint le club français du Lyon OU, évoluant en Top 14, en tant que joker médical de son compatriote et ancien coéquipier Lima Sopoaga,. Auteur de performances convaincantes à son arrivée, il prolonge rapidement son contrat jusqu'en 2025. Lors de sa troisième saison à Lyon, il est très peu utilisé (deux matchs joués seulement), ce qui le conduit à être libéré de son contrat en février 2025, d'un commun accord avec le club.

### En équipe nationale
Fletcher Smith joue avec la sélection universitaire néo-zélandaise en 2014,.
En 2015, il est sélectionné avec l'équipe de Nouvelle-Zélande des moins de 20 ans pour participer au Championnat junior océanien, et joue deux matchs lors du tournoi,. Il n'est ensuite pas retenu pour le championnat du monde junior plus tard la même année.
En juillet 2019, en vertu de ses origines Māori, il est sélectionné avec les Māori All Blacks afin de disputer une double confrontation face aux Fidji,.

## Palmarès

### En club
- Vainqueur du NPC Championship (deuxième division) en 2018 avec Waikato.
- Vainqueur du NPC en 2021 avec Waikato.

### En équipe nationale
- Vainqueur du Championnat d'Océanie des moins de 20 ans en 2015.